# 军民村站
军民村站位于中华人民共和国湖北省武汉市新洲区，是武汉地铁阳逻线的地铁车站。

## 车站结构
车站位于汉施公路和西港路交叉丁字路口的东侧，为高架三层侧式站台车站，其中二层为站厅层、三层为站台层。车站总长142.8m，车站总宽23.6m，车站建筑高度23.9m（相对高度）。车站主体建筑面积7325.38平方米，附属面积1794.97平方米。

### 楼层分布
| 地上三层 | 侧式站台，右侧开门 | 侧式站台，右侧开门                   | 侧式站台，右侧开门 | 侧式站台，右侧开门 |
|          |                    | █ 阳逻线 往后湖大道（沙口）          |                    |                    |
|          |                    | █ 阳逻线 往金台（武生院）            |                    |                    |
|          | 侧式站台，右侧开门 |                                      |                    |                    |
| 地上二层 | 站厅               | 售票机、客服中心、武漢通充值、洗手間 |                    |                    |
| 地面     | 地面               | 出入口                               |                    |                    |

### 车站出口
|                                                 |      |      |  |
| 出口編號                                        | 設施 | 照片 |  |
| A                                               |      |      |  |
| B                                               |      |      |  |
| C                                               |      |      |  |
| D                                               |      |      |  |
| 注： 設有升降機 \| 設有輪椅升降台 \| 設有洗手間 |      |      |  |

## 鄰近地點
中国农科院油料研究所阳逻基地、武钢江北工业园等

### 内部链接
- 武汉地铁车站列表